# Arnold Wallick
Aron (Arnold) Wulff Wallick (Wallich) (11. marts 1779 i København – 3. november 1845 sammesteds) var en dansk teatermaler, far til Carl Wolf Josef Nathanael Wallick.
Wallick var broder til botanikeren Nathanael Wallich og søn af jødiske forældre, købmand Wulff Lazarus Wallich og Hanne Jacobson. 1798-1803 var han elev af Kunstakademiet; sidstnævnte år vandt han den store sølvmedalje og rejste omtrent samtidig til Rom for at uddanne sig videre i kunsten og gøre studier, der kunne komme ham til nytte i en senere virksomhed ved teatret; af akvarellerede dekorationstegninger hjemsendte han adskillige foruden enkelte landskaber i olie. I 1809 rejste han over Paris, til hjemmet og udførte her en teaterdekoration, Et Fængsel, der skaffede ham understøttelse til en ny studierejse; denne gang drog han til Paris, hvor han 1811-13 studerede sit særlige fag. efter sin hjemkomst blev han i foråret 1814 ansat som teatermaler ved den kongelige scene og udfoldede her næsten lige til sin død (pensioneret 1842), en betydelig og meget påskønnet virksomhed; medlem af Akademiet blev han 1815. Det var således Wallick, der i en lang årrække prægede romantikkens scenemaleri i Danmark.
Wallick var en inden for sit særlige område meget dygtig kunstner med udviklet evne til at opnå kraftig perspektivisk virkning og tillige til at vække en stemning; højest nåede han i sine interiører og i gadepartier eller i det hele over for emner, hvor arkitekturen spillede en hovedrolle. Hans oliemalerier er af ringe værd, mange af hans akvareller derimod meget smukke og kraftige.
Wallick ægtede 2. december 1817 sin kusine Frederikke Wallich (1794 – 1872), datter af købmand Moses Lazarus Wallich (1764 – 1838) og Juliane født Kalisch (1773 – 1852). Han er begravet på Mosaisk Nordre Begravelsesplads.

## Ekstern henvisning
- Arnold Wallick på Kunstindeks Danmark/Weilbachs Kunstnerleksikon